# Società Sportiva MamaNoel Fiammamonza 1987-1988
Questa voce raccoglie le informazioni riguardanti la Società Sportiva MamaNoel Fiammamonza nelle competizioni ufficiali della stagione 1987-1988.

## Rosa
Rosa aggiornata alla fine della stagione.
| N. |                        | Ruolo | Calciatrice         |
| -- | ---------------------- | ----- | ------------------- |
|    | Inghilterra (bandiera) | D     | Agnes Allan         |
|    | Italia (bandiera)      | P     | Mariangela Bonanomi |
|    | Italia (bandiera)      | C     | Eleonora Brambilla  |
|    | Italia (bandiera)      | P     | Rossana Cassani     |
|    | Italia (bandiera)      | D     | Simona Consonni     |
|    | Italia (bandiera)      | D     | Antonella Crippa    |
|    | Italia (bandiera)      | D     | Nicoletta Esposito  |
|    | Italia (bandiera)      | C     | Elena Fantini       |
|    | Italia (bandiera)      | C     | Cristina Fruci      |
|    | Italia (bandiera)      | A     | Linda Gervasio      |
|    | Italia (bandiera)      | C     | Anna Gesuele        |

| N. |                      | Ruolo | Calciatrice        |
| -- | -------------------- | ----- | ------------------ |
|    | Italia (bandiera)    | C     | Nazzarena Grilli   |
|    | Italia (bandiera)    | P     | Gabriella Marcelli |
|    | Italia (bandiera)    | A     | Alessandra Massabò |
|    | Italia (bandiera)    | A     | Silvana Mazzoleni  |
|    | Rep. Ceca (bandiera) | C     | Jana Nováková      |
|    | Italia (bandiera)    | C     | Wilma Panzeri      |
|    | Italia (bandiera)    | A     | Paola Radice       |
|    | Italia (bandiera)    | D     | Rosella Sironi     |
|    | Italia (bandiera)    | A     | Magdala Vitari     |
|    | Francia (bandiera)   | D     | Eveline Wirz       |
|    | Italia (bandiera)    | C     | Silvia Zirattu     |